# 武爾奇

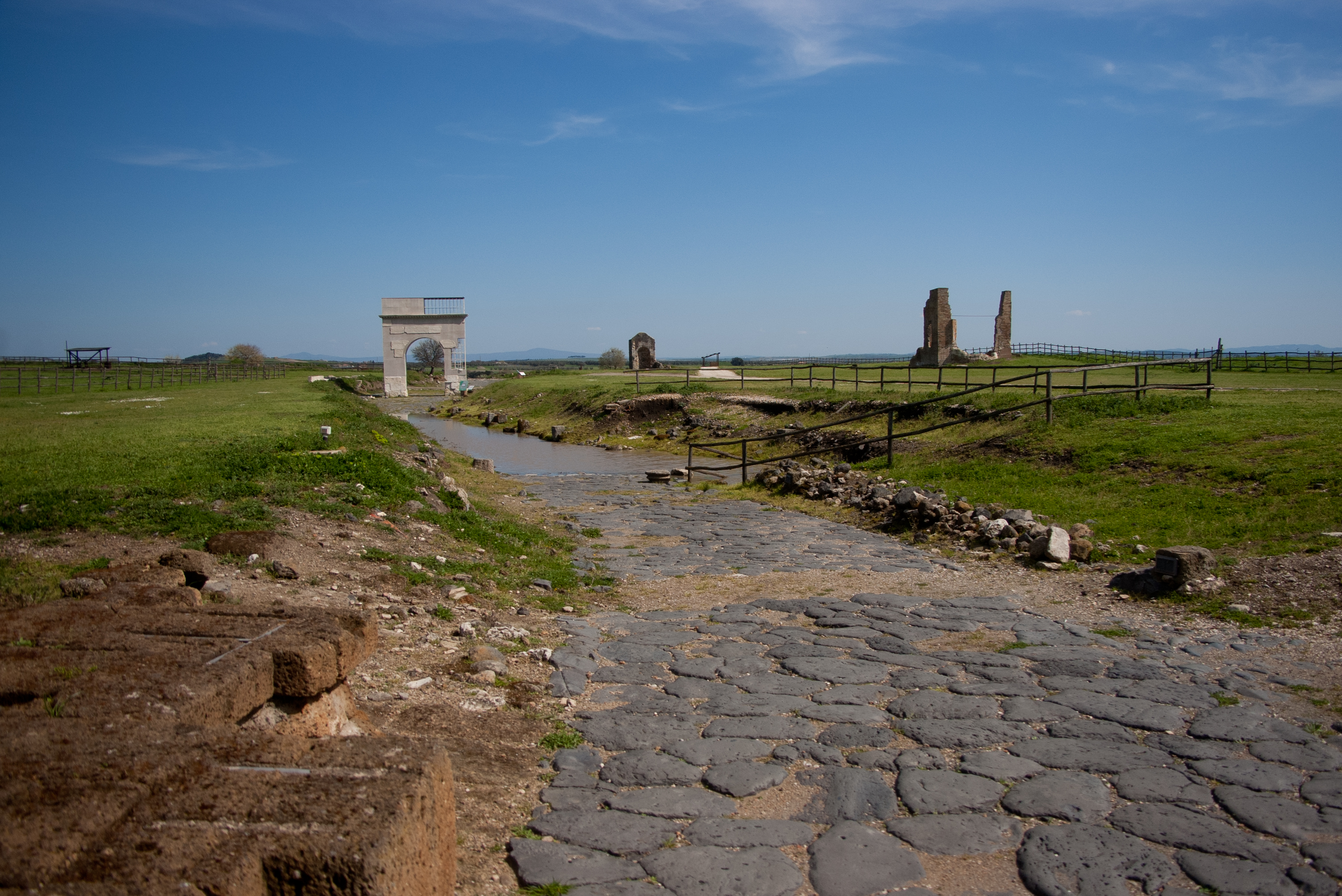
伊特鲁里亚的乌尔奇城。

武爾奇（Vulci）是一座伊特魯里亞城市的遺跡，位於義大利中部維泰博省，羅馬北郊。武爾奇始建於西元前8世紀時期。但在後來隨著伊特魯里亞文明被羅馬共和國所同化，武爾奇也陷入蕭條，最終被廢棄。在羅馬帝國時期，武爾奇已失去了其重要性。

## 外部連結
- Vulci Archaeological Naturalistic Park[永久]
- National Archaeological Museum of Vulci （页面存档备份，存于）
- Velch （页面存档备份，存于）
- Vulci （页面存档备份，存于）
- Harris, W., R. Talbert, T. Elliott, S. Gillies. . Pleiades.   [March 8, 2012]. （原始内容存档于2021-01-20）.